# Bolbaffroides carinicollis
Bolbaffroides carinicollis är en skalbaggsart som beskrevs av François Louis Nompar de Caumont de Laporte 1840. Bolbaffroides carinicollis ingår i släktet Bolbaffroides och familjen Bolboceratidae. Inga underarter finns listade.